# Desafío Español 2007
El Desafío Español 2007 fue el equipo de vela que presentó la Real Federación Española de Vela, como club desafiante, en la 32.ª edición de la  Copa América.

## Historia
El Desafío Español 2007 presentó su inscripción para la 32.ª edición de la Copa América el 17 de diciembre de 2004. Se inscribió como representante de la Real Federación Española de Vela, una opción poco ortodoxa, ya que esta entidad no es un club náutico, como exige la reglamentación de la Copa, pero que pasó el trámite bajo la benévola mirada de la Sociedad Náutica de Ginebra para que el equipo español se pudiese inscribir justo a última hora antes del cierre del primer plazo de inscripción de la competición.
En abril de 2005, el equipo español comenzaba sus entrenamientos con el ESP 51, anteriormente US 51 (America True). En mayo se incorporaron los barcos ESP 65 y ESP 67, comprados al equipo estadounidense OneWorld Challenge y adaptados ya a la versión 5 de la Clase Internacional Copa América en los astilleros Barcos Deportivos de Tarragona. Finalmente, el equipo contó con los dos yates nuevos, el ESP 88 y el ESP 97, construidos en el astillero de Ezequiel Sirito, King Marine de Alginet, en 2006.

## Integrantes del equipo
| Puesto                  | Nombre |
| ----------------------- | --- |
| Cañas / Patrones        | Karol Jablonski, Jesper Radich Johansen                                                                                              |
| Tácticos                | John Cutler, Tony Rey |
| Navegantes              | Matt Wachowicz, Juan Luis Páez, Carlos Freire Trigo (reserva)                                                                        |
| Estrategas              | Santiago López-Vázquez, Luis Doreste                                                                                                 |
| Grinders / Coffee       | Íñigo Losada, Pablo Díaz-Munio, Gabriel de Llano, Virgilio Torrecilla, Íñigo Etxaniz, Jorge Ondo, Federico Giovannelli, Mauro Maiola |
| Piano                   | Diego Guigou, Iñaki Martínez, Pablo Rosano, Fernando Sales                                                                           |
| Proa y 2.ª Proa         | Jaime Arbones, Pedro Mas, Miguel Jáuregui, Juan Pablo Cadario                                                                        |
| Palo o Mástil           | Enrique Camaselle, David Vera |
| Trimmer de Génova y Spí | Marcos Iglesias, Domingo Manrique, Nuno Barreto, Mikkel Rossberg                                                                     |
| Trimmer de Mayor        | Aureliano Negrín, Hartwell Jordan |
| Traveller o Carro       | Laureano Wizner, Víctor Mariño |

## Patrocinadores
- Patrocinador principal: Iberdrola.
- Patrocinadores de referencia: Comunidad Valenciana y Caja Madrid.
- Patrocinadores oficiales: Viajes Marsans, Puleva, AXA, Quebramar, Altae y Mazda.
- Patrocinadores tecnológicos:Universidad Politécnica de Valencia, equipo multidisciplinar de IA aplicada a la Meteorología formado por (Vicente  Botti, José Soler y José Cigarrán).